# Alfonso Zamora
Alfonso Zamora (* 9. Februar 1954 in Mexiko-Stadt) ist ein ehemaliger mexikanischer Boxer.

## Amateur
Zamora war schon als Amateur sehr schlagstark und gewann bei den Olympischen Spielen in München im Alter von 18 Jahren die Silbermedaille im Bantamgewicht. Mit einem K.-o.-Sieg gegen Ricardo Fortaleza (Philippinen), einem Punktsieg gegen Stefan Förster (DDR), einem K. o. gegen den Spanier Juan Francisco Rodríguez und dem Punktsieg gegen Ricardo Carrera aus den USA zog er in das Finale ein, wo er sich dem Kubaner Orlando Martínez nach Punkten geschlagen geben musste. In diesem Finalkampf war er erstmals in seiner Karriere am Boden. Es war seine einzige Niederlage, seine Bilanz 49-1 (46 × K. o.).

## Profi
1973 wurde Zamora 19-jährig Profi und gewann bereits seine ersten zwanzig Kämpfe alle durch K. o., bevor er am 14. März 1975 den Südkoreaner Soo-Hwan Hong im Kampf um den WBA-Weltmeistertitel durch K. o. in der vierten Runde entthronte.
Er verteidigte den Titel fünf Mal erfolgreich durch K. o., unter anderem in Südkorea gegen Hong und gegen Eusebio Pedroza (KO2), und gewann auch noch drei Nichttitelkämpfe vorzeitig, bevor es am 23. April 1977 zum allgemein anerkannt wichtigsten Nichttitelkampf in den unteren Gewichtsklassen des Profiboxens kam, dem so genannten Battle of the Z Boys, in dem er auf seinen Landsmann Carlos Zárate traf.
Der ebenfalls ungeschlagene WBC-Titelträger Zárate, inzwischen vom Ex-Trainer Zamoras Arturo Hernández betreut, hatte 44 von 45 Profikämpfen vorzeitig gewonnen. Da sich die Verbände allerdings nicht auf eine Titelvereinigung verständigen konnten, machten die Boxer den Kampf einfach auf eigene Faust perfekt. Nachdem Zamora anfangs gute Szenen hatte, musste er in der vierten Runde drei Mal zu Boden, woraufhin sein Vater das Handtuch warf und der Kampf zu Zárates Gunsten abgebrochen wurde.
Zamora erholte sich nie mehr von dieser Niederlage, er verlor den WBA-Titel im nächsten Kampf gegen Jorge Lujan und kämpfte nie wieder um eine Meisterschaft. Nach drei Niederlagen in den nächsten sieben Kämpfen trat er 1980 mit erst 26 Jahren vom Boxsport zurück.